# George Lane-Fox (1er baron Bingley)
George Richard Lane Fox (15 décembre 1870 - 11 décembre 1947) est un homme politique conservateur britannique. Il est secrétaire aux Mines entre 1922 et 1924, puis à nouveau entre 1924 et 1928.

## Jeunesse et formation
Lane Fox est né à Londres, le fils du capitaine James Thomas Richard Lane Fox, de Hope Hall et de Bramham Park, dans le Yorkshire, et de Lucy Frances Jane, fille de Humphrey St John-Mildmay. Il est l'arrière-petit-fils de George Lane-Fox. Il fait ses études au Collège d'Eton et au New College, Oxford, et est appelé au barreau, à Inner Temple, en 1895.

## Carrière
Lane Fox est officier de milice dans le 3e bataillon (de milice) du Yorkshire Regiment quand, en avril 1902, il est nommé sous-lieutenant dans le régiment Yeomanry, le Yorkshire Hussars. Il sert dans le régiment pendant la Première Guerre mondiale, est blessé et mentionné dans des dépêches et atteint le grade de lieutenant-colonel.
Lors des élections générales de 1906 qui sont une victoire du parti libéral, Barkston Ash est l'une des rares circonscriptions à faire le contraire. Lane Fox pour les conservateurs, bat le sortant libéral Joseph Andrews qui l'avait battu lors d'une élection partielle l'année précédente. Il représente la circonscription jusqu'en 1931,. Il est secrétaire aux Mines de 1922 à 1924 et de nouveau de décembre 1924 (après la chute du premier gouvernement travailliste) jusqu'en 1928. Il est admis au Conseil privé en 1926 et est membre de la Commission statutaire indienne. Le 24 juillet 1933, il est élevé à la pairie comme baron Bingley, de Bramham dans le comté de York.

## Famille
Lord Bingley épouse l'Mary Agnes Emily Wood (née le 25 mars 1877, décédée le 25 mars 1962), fille de Charles Wood, 2e vicomte Halifax et sœur d'Edward Frederick Lindley Wood, en 1903. Ils ont quatre filles :
- Marcia Agnes Mary Lane Fox, née le 4 septembre 1904. En 1929, elle épouse Francis Gordon Ward Jackson, qui prend le nom de Lane Fox. En tant que lieutenant-colonel Francis Lane Fox, il sert pendant la Seconde Guerre mondiale et devient plus tard colonel honoraire des Yorkshire Hussars. À la mort de Lord Bingley, le lieutenant-colonel «Joe» et l'honorable Marcia Lane Fox reprennent la direction du domaine de Bramham Park[4].
- Mary Kathleen Lane Fox, née le 19 août 1905, épouse Robert Bridgeman (2e vicomte Bridgeman)[5]
- Dorothy Lane Fox, née le 29 novembre 1909, épouse Sir Kenneth Wade Parkinson de Creskeld Hall.
- Margaret Lane Fox, née le 15 avril 1913, épouse en 1939 le major Charles Packe, Royal Fusiliers, tué au combat en Normandie en juillet 1944. Elle se remarie en 1951 à James Hunter. Ils divorcent en 1956. Elle se remarie en 1969, avec le brigadier Kenneth Hargreaves.

Lord Bingley est décédé en décembre 1947, à l'âge de 76 ans. Comme il n'a pas de fils, la baronnie s'éteint avec lui. Lady Bingley est décédée en mars 1962, âgée de 85 ans.